# Karla Borger
Karla Borger (Heppenheim, 22 de noviembre de 1988) es una jugadora de voleibol de playa alemana. Ganó una medalla de plata en el Campeonato Mundial de Vóley Playa de 2013 y dos medallas de bronce en el Campeonato Europeo de Vóley Playa, en los años 2016 y 2021.

## Carrera

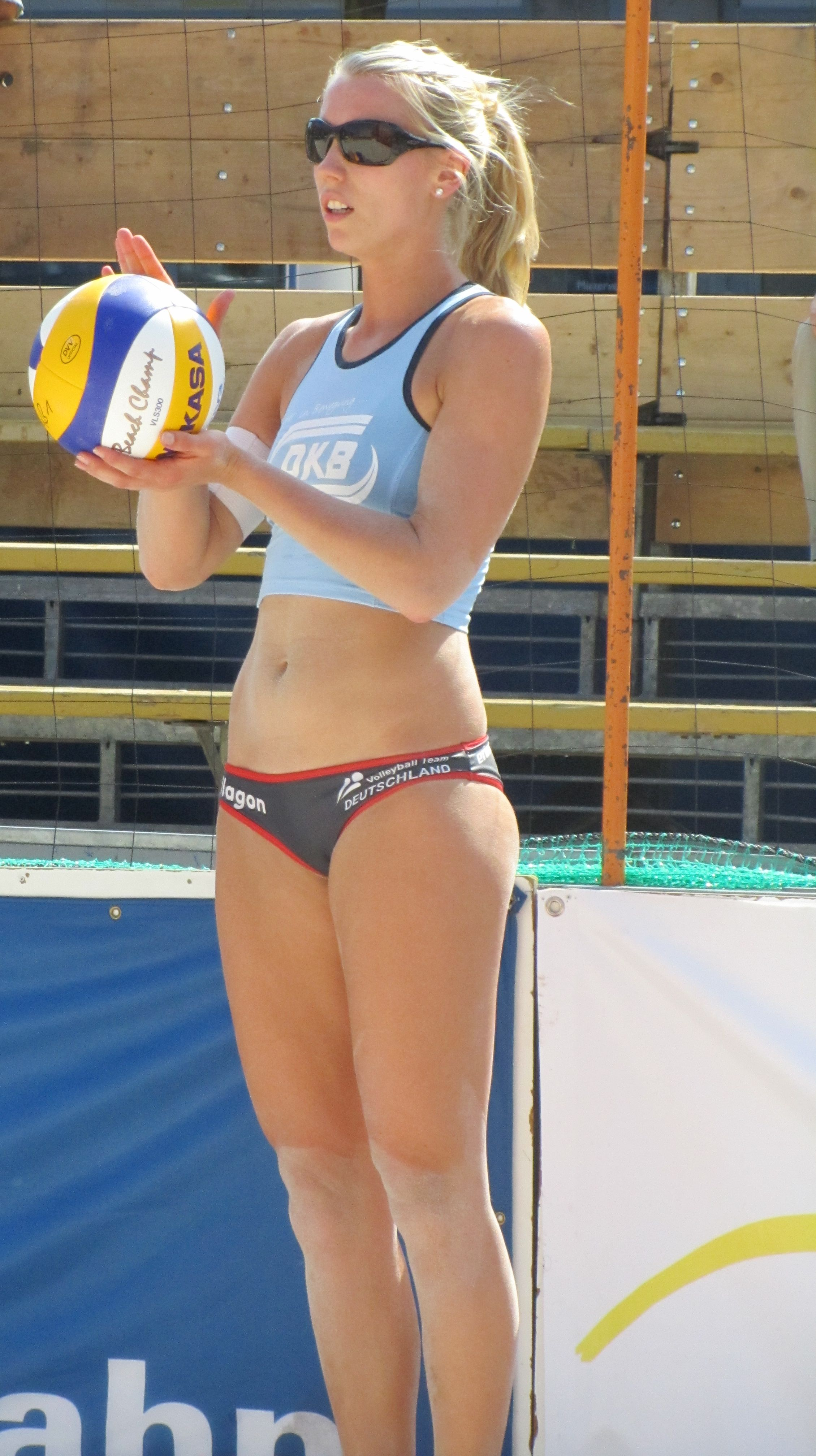
Borger en la DKB Beach Cup 2011.

Como jugadora de voleibol de playa, Borger terminó quinta en el Campeonato Mundial Juvenil de 2008 en Brighton junto a Britta Büthe. En 2009 hizo equipo con Rieke Brink-Abeler. En los torneos abiertos del Circuito Mundial de la FIVB en Osaka y Seúl, Borger/Brink-Abeler terminaron en el puesto 17.º. Luego perdieron ante sus competidores alemanes en el "Country Quota" en los Grand Slams de Gstaad, Moscú, Marsella y Klagenfurt, así como en el Stare Jabłonki y el Abierto de Barcelona. En el Campeonato Europeo Sub-23 en Jantarny, Borger terminó tercera junto con Julia Sude. Borger ha jugado de vuelta con Büthe desde 2010. En junio de 2010, ambas se convirtieron en campeonas mundiales estudiantiles en Alanya. Borger/Büthe terminaron novenas en el Campeonato Europeo Sub-23 en Cos. Terminaron 17.º en el World Tour en Phuket. En 2011 el equipo ascendió al 13.º lugar en Mysłowice, antes de entrar entre los diez primeros por primera vez en el Grand Slam de Beijing, terminando noveno. Lograron el mismo resultado en los Grand Slams de Gstaad y Stare Jabłonki. También ganaron el torneo Challenger en Seúl y el Masters en Niechorze. Sin embargo, Borger/Büthe celebraron su mayor éxito hasta ese momento en la Universiada de Shenzhen, que ganaron en la final contra las estadounidenses Hughes/Day. En el campeonato alemán quedaron en tercer lugar.
En 2012, Borger/Büthe comenzó con tres 17.º lugares en los Abiertos de Brasilia y Sanya y en el Grand Slam de Shanghái. En el Campeonato Europeo de Scheveningen quedaron terceras del grupo en la fase de K.O. y alcanzaron los cuartos de final al vencer a sus competidoras alemanas Sara Goller y Laura Ludwig, en la que tuvo que reconocer la derrota ante la eventual tercera clasificada Liliana/Baquerizo. En el Grand Slam de Roma terminaron quintas, como en el Campeonato Europeo, terminando novenas en Gstaad y Stare Jabłonki, ambas lograron más resultados entre los diez primeros. Terminaron el campeonato alemán en quinto lugar.
Comenzaron la temporada 2013 en el puesto 17.º en Fuzhou. Luego terminaron novenas en Shanghai y quintas en Corrientes. En el Smart Beach Tour nacional, ganaron el torneo en Hamburgo. En la Campeonato Mundial de Vóley Playa de 2013 en Stare Jabłonki, llegaron a la fase eliminatoria como campeonas de grupo y, con cuatro victorias más, se convirtieron en las primeras europeas en llegar a una final del Campeonato Mundial. Lo perdieron en el desempate contra las chinas Xue Chen y Zhang Xi. Después de que Büthe se lesionara, Borger compitió con Elena Kiesling en el Campeonato Europeo en Klagenfurt. Terminaron la ronda preliminar en tercer lugar detrás de Laura Ludwig y Kira Walkenhorst; luego de eso derrotaron a Victoria Bieneck y Julia Großner en la primera ronda eliminatoria, antes de ser eliminadas en los octavos de final por las hermanas austriacas Doris y Stefanie Schwaiger. En el Grand Slam de Berlín, Borger terminó noveno con Julia Sude, así como en Moscú y São Paulo con Büthe. En el campeonato alemán de 2013, Borger/Büthe obtuvo el tercer puesto.
En el Circuito Mundial de 2014 se ubicaron constantemente entre los diez primeros equipos, comenzando con dos quintos lugares en el Grand Slam de Shanghái y el Abierto de Praga. En el Campeonato Europeo en Quartu Sant'Elena, llegaron a la fase eliminatoria como segundo equipo de grupo. Tras dos victorias más, hubo un duelo alemán en cuartos de final, en el que Borger/Büthe perdieron ante Ludwig/Walkenhorst. Terminaron quinto y tercero en los Grand Slams de Moscú y Berlín. En Gstaad jugaron una final alemana contra Ilka Semmler y Katrin Holtwick y tuvieron que admitir la derrota tras dos sets. El Grand Slam de La Haya fue el único torneo internacional de ese año en el que no terminaron entre los diez primeros. Esto fue seguido por el noveno lugar en Long Beach y Stare Jabłonki y un quinto lugar en Klagenfurt. Con una victoria final contra Ludwig/Sude, Borger/Büthe ganaron su primer título nacional en el campeonato alemán de 2014. Después de eso, también ganaron el CEV Satellite en Stuttgart. Terminaron la temporada internacional con un noveno lugar en São Paulo. Para la temporada 2014, Borger fue premiado como «mejor servidora» por la Federación Internacional de Voleibol (FIVB).
En mayo de 2015, Borger/Büthe ganaron la final del Circuito Mundial en el Abierto de Lucerna contra los jugadoras neerlandesas Meppelink/van Iersel y lograron así su primera victoria en un torneo del Circuito Mundial. Después de un 25.º lugar en el Grand Slam en Moscú, nuevamente lograron resultados entre los diez primeros como quintos en Poreč y Stavanger y cuartos en el Grand Slam en San Petersburgo. En el Campeonato Mundial en Países Bajos, avanzó como el mejor de tres equipos en su grupo de la ronda preliminar con la misma cantidad de puntos, pero luego fue eliminado en la primera ronda eliminatoria contra las canadienses Pavan/Bansley. También hubo un puesto 17.1 en el Gstaad Major. Después de terminar novena en el Grand Slam de Yokohama, Borger sufrió un bloqueo de cadera que contrajo en el anterior Gran Premio de Yokohama, por lo que ya no pudo competir con Britta Büthe por el último juego de la ronda preliminar, y el Campeonato Europeo llegó a su fin temprano para el dúo alemán. Después de eso, Borger estuvo fuera por el resto de la temporada 2015.
A principios de 2016, Borger/Büthe regresaron al Circuito Mundial de la FIVB con un quinto puesto en el Abierto de Maceió. Terminaron terceras en el Grand Slam de Río de Janeiro. En los siguientes torneos abiertos lograron cuatro quintos y un noveno puesto. También terminaron quintas en el Grand Slam de Moscú. En la ronda preliminar y en los octavos de final del Campeonato Europeo en Biena, derrotaron a sus rivales de Austria y Suiza antes de vencer a Semmler/Holtwick en los cuartos de final de Alemania. Debido a la derrota en semifinales contra Sluková/Hermannová, terminaron terceras y así ganaron la primera medalla del Campeonato Europeo de su carrera. Después de un noveno puesto en el Major de Hamburgo, ganaron el duelo alemán por el tercer puesto contra Ludwig/Walkenhorst en el torneo Major de Poreč. Luego terminaron novenas en Gstaad y quintas en Klagenfurt. Como el séptimo mejor equipo en el ranking olímpico, se clasificaron para los Juegos Olímpicos de Río de Janeiro. Allí llegaron terceras de grupo vía la ronda de playoffs «Lucky Loser» en los octavos de final, en los que tuvieron que reconocer la derrota ante las brasileñas Larissa/Talita, que iban en primer lugar. Terminaron el torneo en el noveno lugar. Luego terminaron quintass en el Grand Slam de Long Beach. En el campeonato alemán perdieron en semifinales ante los campeones olímpicos Ludwig/Walkenhorst y ganaron el partido por el tercer puesto contra Gernert/Zautys.

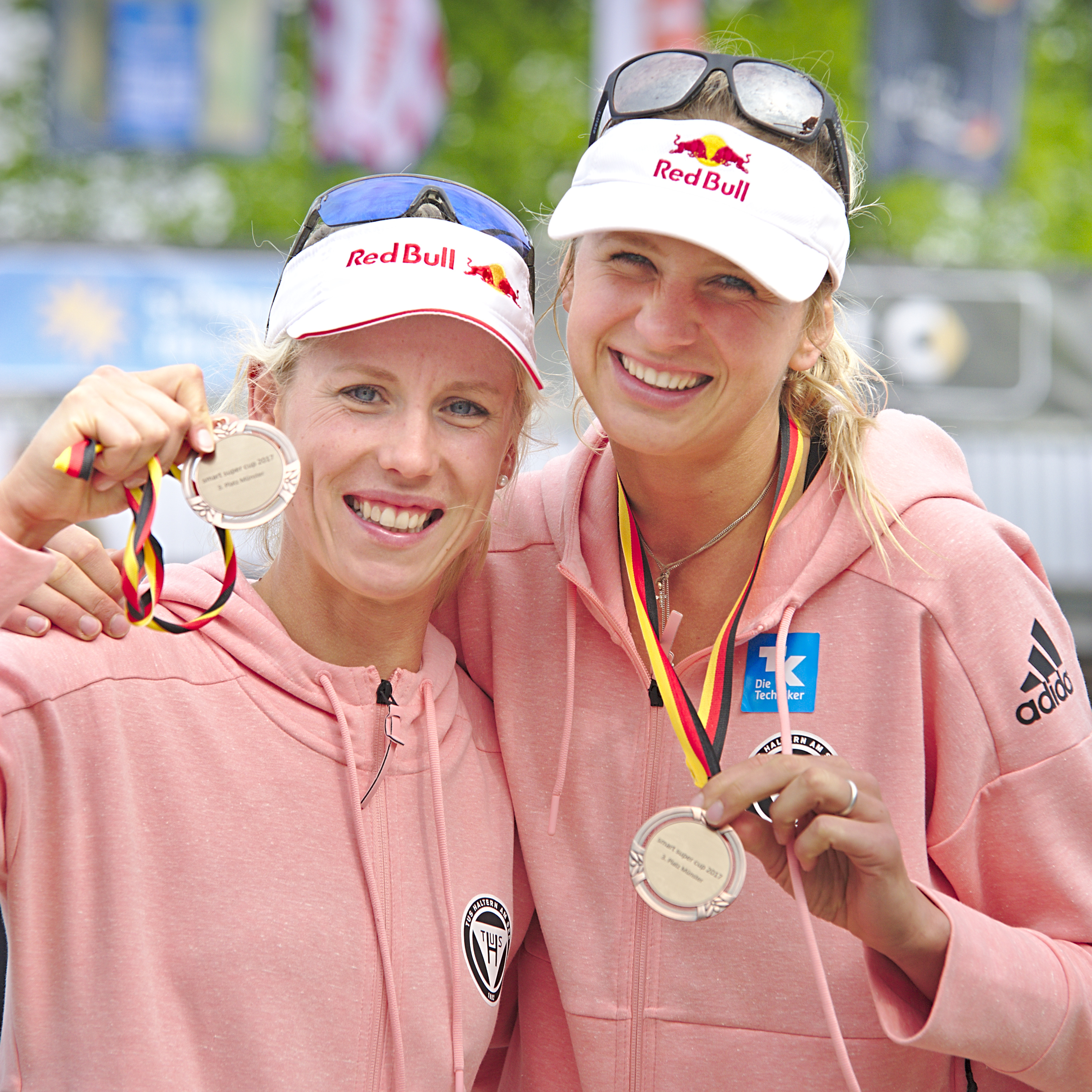
Borger (izquierda) con Margareta Kozuch en Münster en 2017.

Después de que terminó la carrera de Büthe, Borger jugó junto a la 336 veces internacional bajo techo Margareta Kozuch desde 2017. En el Smart Beach Tour nacional, Borger/Kozuch subieron al podio en las Supercopas de Münster, Kuehlungsborn y Binz. El mejor resultado en el Circuito Mundial de la FIVB fue un quinto lugar en el torneo de 3 estrellas en Moscú. Para el Campeonato Mundial en Viena, Borger/Kozuch recibieron uno de los tres comodines y terminaron 17.º. En el Campeonato Europeo de Jūrmala, Borger/Kozuch llegaron a los octavos de final como campeonas de grupo, en los que fueron derrotadas por las eventuales campeonas europeas Glenzke/Großner y terminaron novenos. En el campeonato alemán perdieron en las semifinales ante los eventuales ganadores Laboureur/Sude y ganaron el partido por el tercer puesto contra Bieneck/Schneider. En noviembre, Borger/Kozuch recibió el estatus de «selección nacional alemana» de la Federación Alemana de Voleibol (DVV). El mejor resultado de Borger/Kozuch en el Circuito Mundial de 2018 fue un tercer lugar en el torneo de 4 estrellas en Ostrava.

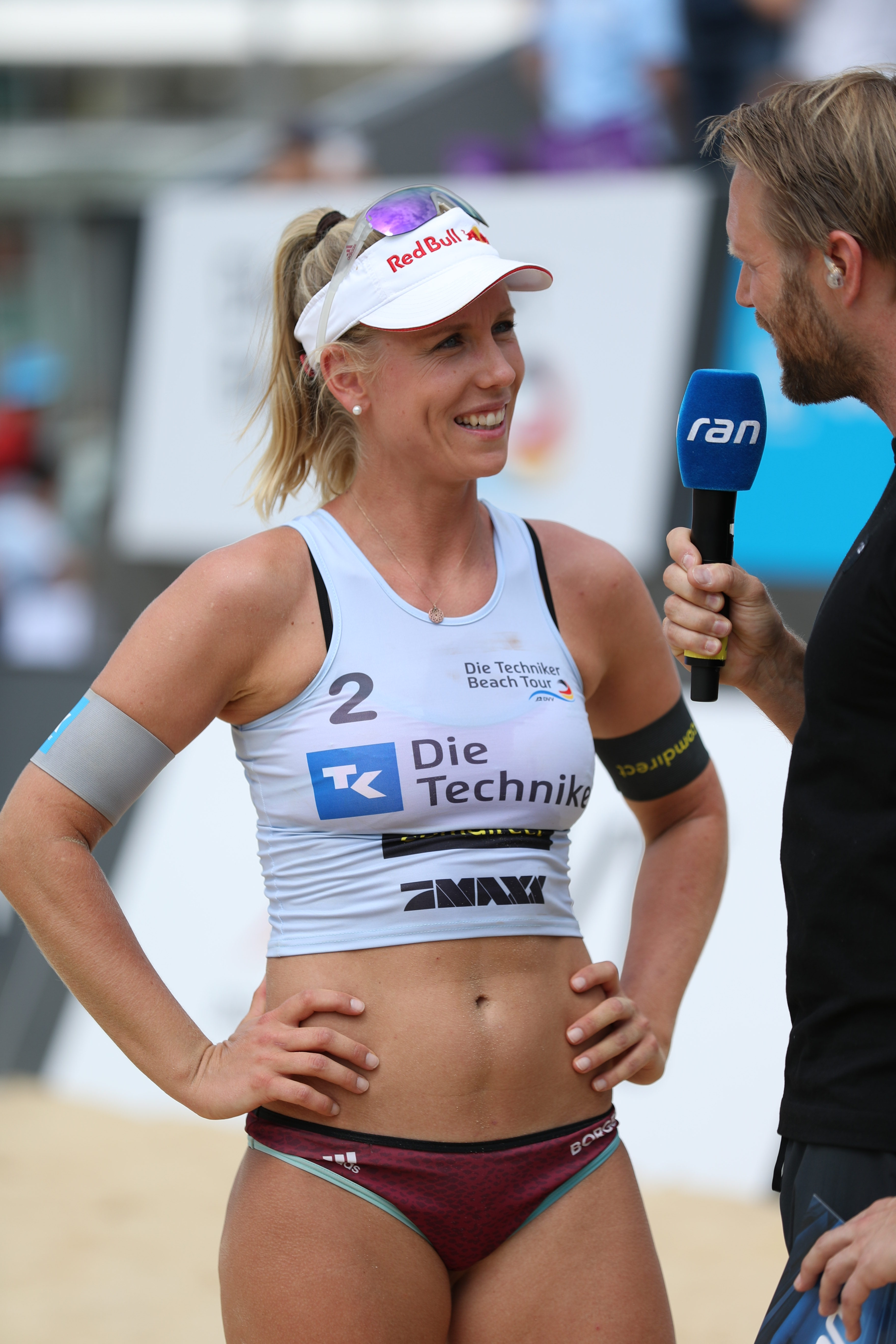
Borger en el Techniker Beach Tour 2018.

Luego de que Kozuch formara un nuevo dúo con Laura Ludwig, Borger tocó con Julia Sude de 2019 a 2022. Borger/Sude ganó el Techniker Beach Tour nacional 2019 en Münster y obtuvo el noveno lugar en el Campeonato Mundial en Hamburgo. Sus mejores resultados en el Circuito Mundial FIVB fueron el tercer lugar en Kuala Lumpur (3 estrellas), el quinto lugar en Jinjiang (4 estrellas) y el cuarto lugar en Tokio (4 estrellas). En el Campeonato Alemán en Timmendorfer Strand, Borger ganó su segundo título después de 2014. A principios de noviembre, Borger/Sude ganó el torneo de 3 estrellas en Qinzhou.
En junio/julio de 2020, Borger participó en la liga de playa con Svenja Müller y ganó la competición en la final contra Melanie Gernert y Sarah Schulz. Borger/Sude obtuvo el quinto lugar en el campeonato alemán. Terminaron noveno, quinto, noveno, 25, noveno y noveno en los torneos de 4 estrellas del World Tour 2021 en Cancún, Sochi, Ostrava y Gstaad. A mediados de junio ganaron la clasificatoria para Timmendorfer Strand en Düsseldorf. En los Juegos Olímpicos de Tokio, Borger/Sude fueron eliminadas sin ganar después de la ronda preliminar. Luego ganaron la medalla de bronce en el Campeonato de Europa de 2021. En el Campeonato Alemán de 2021 en Timmendorfer Strand, Borger/Sude llegaron a la final, que perdieron ante Chantal Laboureur y Sarah Schulz. En octubre ganaron la final del World Tour en Cagliari 2-0 en la final contra los campeones mundiales Humana-Paredes/Pavan de Canadá.

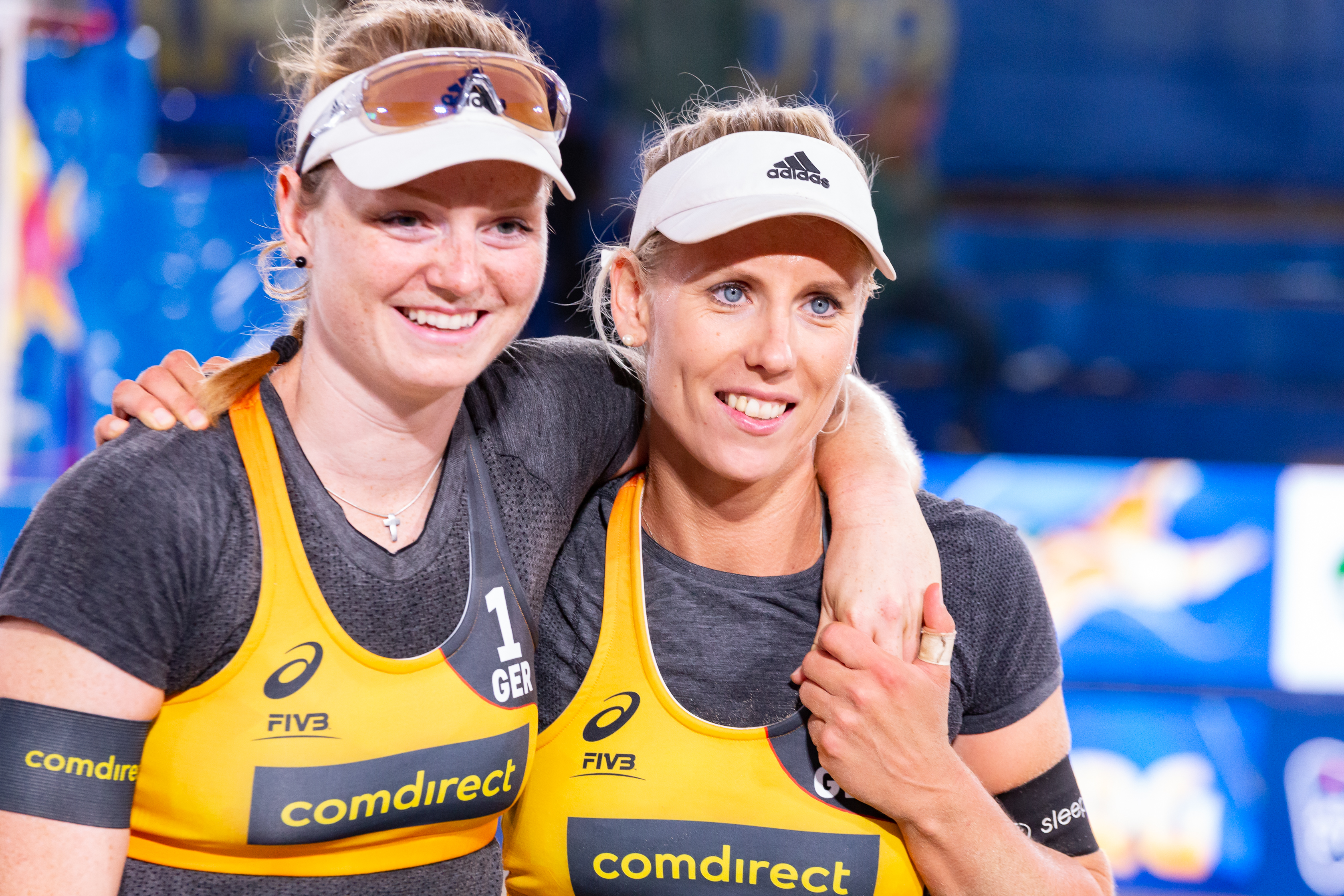
Borger (derecha) con Julia Sude en el Campeonato Mundial de Hamburgo de 2019.

En el World Beach Pro Tour 2022, Borger/Sude terminó noveno en los torneos Challenge en Tlaxcala, cuarto en Itapema, noveno en Doha, quinto en Kuşadası y noveno en Espinho, así como en los torneos Elite 16 en Rosarito 17, quinto en Gstaad y tercero en Hamburgo. Terminaron noveno en el Campeonato Mundial en Roma. También ganaron el torneo "Rock the Beach" en Stuttgart y quedaron en segundo lugar con el «equipo de voleibol de playa de Alemania» en la Copa de Naciones de voleibol de playa CEV en Viena. En el Campeonato de Europa de Múnich, Borger/Sude llegaron a los octavos de final como campeonas de grupo, en el que derrotaron a las italianas Scampoli/Bianchin. En cuartos de final fueron eliminadas contra las nuevas campeonas europeas Kravčenoka/Graudiņa. En septiembre ganó el torneo King of the Court en Utrecht con Chantal Laboureur. Luego terminó novena con su nueva compañera Sandra Ittlinger en el torneo Elite16 en París.

## Athleten Deutschland
Desde el 30 de octubre de 2021 Borger es presidente de la asociación Athleten Deutschland, que está comprometida con los derechos, la protección y las perspectivas de los atletas de la escuadra alemana. Asumió este puesto sucediendo a Max Hartung.

## Vida familiar
Karla Borger es hija de Cordula Borger, campeona europea de voleibol de playa de 1995.

## Palmarés internacional
| Campeonato Mundial | Campeonato Mundial        | Campeonato Mundial | Campeonato Mundial |
| Año                | Lugar                     | Medalla            | Pareja             |
| ------------------ | ------------------------- | ------------------ | ------------------ |
| 2013               | Stare Jabłonki ( Polonia) | Medalla de plata   | Britta Büthe       |
| Campeonato Europeo |                           |                    |                    |
| Año                | Lugar                     | Medalla            | Pareja             |
| 2016               | Biel/Bienne ( Suiza)      | Medalla de bronce  | Britta Büthe       |
| 2021               | Viena ( Austria)          | Medalla de bronce  | Julia Sude         |